# Karim Rekik
Karim Rekik (L'Aia, 2 dicembre 1994) è un calciatore olandese, difensore dell'Al-Jazira.

## Caratteristiche tecniche
Difensore centrale mancino, dotato di una buona corsa, abile in marcatura e sulle palle inattive.

## Biografia
Anche suo fratello minore Omar è un calciatore che milita nel Wigan.

## Carriera

### Club
Nell'estate del 2011 si accorda con il Manchester City, che lo preleva dal Feyenoord, debuttando il 21 settembre dello stesso anno contro il Birmingham City nel terzo turno della Football League Cup, subentrando a Wayne Bridge al 78'. Il 22 marzo del 2012, passa in prestito per un mese al Portsmouth. Fa il suo debutto con i Pompey il 27 marzo successivo, nella vittoria casalinga per 2–0 contro l'Hull City; questa fu anche la prima presenza di Rekik in una lega professionistica. Gioca titolare fino alla fine del campionato, concluso con la retrocessione. Successivamente fa ritorno al Manchester City il 5 dicembre 2012. Fa il suo esordio in Premier League il 22 dicembre successivo, nella vittoria per 1–0 in casa contro il Reading. Il 15 febbraio 2013 passa in prestito al Blackburn Rovers. L'8 luglio si trasferisce al PSV con la formula del prestito biennale. Sceglie di indossare la maglia numero 3. Il 7 dicembre 2013 segna il suo primo gol stagionale, nella partita contro il Vitesse. Chiude l'annata giocando 31 partite tra campionato e coppe, realizzando un gol. Nella stagione successiva vince il campionato olandese. In due anni col PSV ha totalizzato 69 presenze segnando due reti.
Il 2 luglio 2015 viene acquistato dai francesi dell'Olympique Marsiglia, con cui firma un contratto quadriennale. Nelle due stagioni trascorse in Francia, ha raccolto globalmente 48 presenze segnando una rete. il 16 giugno 2017 passa a titolo definitivo all'Hertha Berlino firmando un contratto fino al giugno 2021. Ha totalizzato con il club tedesco nei tre anni di militanza, 75 presenze segnando tre reti.
Il 5 ottobre del 2020 viene acquistato dal Siviglia per 4 milioni, firmando un contratto quinquennale con il club spagnolo. Il 30 luglio passa a titolo definitivo all'Al-Jazira, squadra emiratina militante nella UAE Pro League.

### Nazionale
Con l'Under 17 olandese ha vinto l'Europeo nel 2011.
Il 28 maggio 2014 ha esordito nella nazionale Under 21 olandese, nella partita valida alla qualificazione agli Europei del 2015, vinta per 6-1 in trasferta contro la Scozia. Dopo alcune gare disputate, diventa il capitano della Jong Oranje collezionando tra il maggio 2014 e l'ottobre del 2016 quindici presenze e una rete.
Nell'agosto del 2013 riceve la sua prima convocazione nella nazionale maggiore tuttavia senza mai scendere in campo. L'esordio ufficiale avviene il 5 marzo 2014, dove subentra al minuto 52º al posto di Daley Blind, nell'amichevole persa in trasferta per 2-0 disputata a Saint-Denis contro la Francia.

## Statistiche

### Presenze e reti nei club
Statistiche aggiornate al 30 luglio 2023.
| Stagione               | Squadra                | Campionato             | Campionato | Campionato | Coppe nazionali | Coppe nazionali | Coppe nazionali | Coppe continentali | Coppe continentali | Coppe continentali | Altre coppe | Altre coppe | Altre coppe | Totale | Totale |
| Stagione               | Squadra                | Comp                   | Pres       | Reti       | Comp            | Pres            | Reti            | Comp               | Pres               | Reti               | Comp        | Pres        | Reti        | Pres   | Reti   |
| ---------------------- | ---------------------- | ---------------------- | ---------- | ---------- | --------------- | --------------- | --------------- | ------------------ | ------------------ | ------------------ | ----------- | ----------- | ----------- | ------ | ------ |
| 2011-gen. 2012         | Manchester City        | PL                     | 0          | 0          | FACup+CdL       | 0+2             | 0               | UEL                | 0                  | 0                  | -           | -           | -           | 2      | 0      |
| mar.-apr. 2012         | Portsmouth             | FLC                    | 8          | 0          | FACup+CdL       | 0+0             | 0               | -                  | -                  | -                  | -           | -           | -           | 8      | 0      |
| 2012-feb. 2013         | Manchester City        | PL                     | 1          | 0          | FACup+CdL       | 0               | 0               | UCL                | 0                  | 0                  | CS          | 0           | 0           | 1      | 0      |
| Totale Manchester City | Totale Manchester City | Totale Manchester City | 1          | 0          |                 | 2               | 0               |                    | 0                  | 0                  |             | 0           | 0           | 3      | 0      |
| feb.-giu. 2013         | Blackburn              | FLC                    | 5          | 0          | FACup+CdL       | 0+0             | 0               | -                  | -                  | -                  | -           | -           | -           | 5      | 0      |
| 2013-2014              | PSV Eindhoven          | E                      | 25         | 1          | CO              | 0               | 0               | UCL+UEL            | 4+2                | 0                  | -           | -           | -           | 31     | 1      |
| 2014-2015              | PSV Eindhoven          | E                      | 29         | 1          | CO              | 1               | 0               | UEL                | 8                  | 0                  | -           | -           | -           | 38     | 1      |
| Totale PSV             | Totale PSV             | Totale PSV             | 54         | 2          |                 | 1               | 0               |                    | 14                 | 0                  |             | -           | -           | 69     | 2      |
| 2015-2016              | O. Marsiglia           | L1                     | 24         | 1          | CF+CdL          | 6+1             | 0               | UEL                | 5                  | 0                  | -           | -           | -           | 36     | 1      |
| 2016-2017              | O. Marsiglia           | L1                     | 10         | 0          | CF+CdL          | 1+1             | 0               | -                  | -                  | -                  | -           | -           | -           | 12     | 0      |
| Totale O. Marsiglia    | Totale O. Marsiglia    | Totale O. Marsiglia    | 34         | 1          |                 | 9               | 0               |                    | 5                  | 0                  |             | -           | -           | 48     | 1      |
| 2017-2018              | Hertha Berlino         | BL                     | 26         | 2          | CG              | 2               | 0               | UEL                | 3                  | 0                  | -           | -           | -           | 31     | 2      |
| 2018-2019              | Hertha Berlino         | BL                     | 24         | 0          | CG              | 3               | 0               | -                  | -                  | -                  | -           | -           | -           | 27     | 0      |
| 2019-2020              | Hertha Berlino         | BL                     | 14         | 1          | CG              | 2               | 0               | -                  | -                  | -                  | -           | -           | -           | 16     | 1      |
| set. 2020              | Hertha Berlino         | BL                     | 0          | 0          | CG              | 1               | 0               | -                  | -                  | -                  | -           | -           | -           | 1      | 0      |
| Totale Hertha Berlino  | Totale Hertha Berlino  | Totale Hertha Berlino  | 64         | 3          |                 | 8               | 0               |                    | 3                  | 0                  |             | -           | -           | 75     | 3      |
| ott. 2020-2021         | Siviglia               | PD                     | 11         | 0          | CR              | 7               | 0               | UCL                | 4                  | 0                  | -           | -           | -           | 22     | 0      |
| 2021-2022              | Siviglia               | PD                     | 18         | 0          | CR              | 3               | 0               | UCL+UEL            | 4+1                | 0+0                | -           | -           | -           | 26     | 0      |
| 2022-2023              | Siviglia               | PD                     | 16         | 1          | CR              | 3               | 0               | UCL+UEL            | 1+1                | 0+0                | -           | -           | -           | 21     | 1      |
| Totale Siviglia        | Totale Siviglia        | Totale Siviglia        | 45         | 1          |                 | 13              | 0               |                    | 11                 | 0                  |             | -           | -           | 69     | 1      |
| 2023-2024              | Al-Jazira              | PL                     | 17         | 0          | CP              | 1+3             | 0               | -                  | -                  | -                  | -           | -           | -           | 21     | 0      |
| Totale carriera        | Totale carriera        | Totale carriera        | 228        | 7          |                 | 37              | 0               |                    | 33                 | 0                  |             | 0           | 0           | 298    | 7      |

### Cronologia presenze e reti in nazionale
| Cronologia completa delle presenze e delle reti in nazionale ― Paesi Bassi | Cronologia completa delle presenze e delle reti in nazionale ― Paesi Bassi | Cronologia completa delle presenze e delle reti in nazionale ― Paesi Bassi | Cronologia completa delle presenze e delle reti in nazionale ― Paesi Bassi | Cronologia completa delle presenze e delle reti in nazionale ― Paesi Bassi | Cronologia completa delle presenze e delle reti in nazionale ― Paesi Bassi | Cronologia completa delle presenze e delle reti in nazionale ― Paesi Bassi | Cronologia completa delle presenze e delle reti in nazionale ― Paesi Bassi |
| Data                                                                       | Città                                                                      | In casa                                                                    | Risultato                                                                  | Ospiti                                                                     | Competizione                                                               | Reti                                                                       | Note                                                                       |
| -------------------------------------------------------------------------- | -------------------------------------------------------------------------- | -------------------------------------------------------------------------- | -------------------------------------------------------------------------- | -------------------------------------------------------------------------- | -------------------------------------------------------------------------- | -------------------------------------------------------------------------- | -------------------------------------------------------------------------- |
| 5-3-2014                                                                   | Saint-Denis                                                                | Francia                                                                    | 2 – 0                                                                      | Paesi Bassi                                                                | Amichevole                                                                 | -                                                                          | 52’                                                                        |
| 7-10-2017                                                                  | Borisov                                                                    | Bielorussia                                                                | 1 – 3                                                                      | Paesi Bassi                                                                | Qual. Mondiali 2018                                                        | -                                                                          |                                                                            |
| 10-10-2017                                                                 | Amsterdam                                                                  | Paesi Bassi                                                                | 2 – 0                                                                      | Svezia                                                                     | Qual. Mondiali 2018                                                        | -                                                                          |                                                                            |
| 9-11-2017                                                                  | Aberdeen                                                                   | Scozia                                                                     | 0 – 1                                                                      | Paesi Bassi                                                                | Amichevole                                                                 | -                                                                          |                                                                            |
| Totale                                                                     |                                                                            | Presenze                                                                   | 4                                                                          |                                                                            | Reti                                                                       | 0                                                                          |                                                                            |

## Palmarès

### Club

#### Competizioni nazionali
- Campionato olandese: 1

PSV: 2014-2015
- Coppa di Lega (Emirati Arabi Uniti): 1

Al-Jazira: 2024-2025

#### Competizioni internazionali
- UEFA Europa League: 1

Siviglia: 2022-2023

### Nazionale
- Campionato d'Europa Under-17: 1

Serbia 2011